# Festival politické písně Sokolov
Festival politické písně Sokolov byl věnován komunisticky orientovaným politicky angažovaným písním a konal se každoročně v letech 1973 až 1988 ve městě Sokolov. Vznikl podle východoněmeckého vzoru, kterým byl o čtyři roky starší „festival politické písně v Berlíně“. Byl podporován tehdejším režimem, hlavním pořadatelem byl od druhého ročníku ústřední výbor Socialistického svazu mládeže. Od roku 1974 se pořádal v únoru a byl součástí oslav „Vítězného února“. Na festivalu vystupovalo mnoho umělců zvučných jmen jako Waldemar Matuška, Jiří Korn, Václav Neckář, Helena Vondráčková a kapela Olympic. Nelze opomenout ani hudební skupinu Plameny. V letech 2009 a 2010 byl festival znovu oživen již bez komunistické patronace, v tradici se však již nepokračovalo.